# (7075) Sadovnichij
(7075) Sadovnichij est un astéroïde de la ceinture principale.

## Description
(7075) Sadovnichij est un astéroïde de la ceinture principale. Il fut découvert le 24 septembre 1979 à Naoutchnyï par Nikolaï Tchernykh. Il présente une orbite caractérisée par un demi-grand axe de 2,68 UA, une excentricité de 0,18 et une inclinaison de 12,6° par rapport à l'écliptique.

## Compléments